# Eleições estaduais no Piauí em 2014
As eleições estaduais no Piauí em 2014 ocorreram em 5 de outubro como parte das eleições em 26 estados e no Distrito Federal. Foram eleitos o governador Wellington Dias, a vice-governadora Margarete Coelho, o senador Elmano Férrer, 10 deputados federais e 30 deputados estaduais. Como o primeiro colocado recebeu mais da metade do votos válidos, a eleição foi decidida em primeiro turno. Pela Constituição, o novo governador terá um mandato de quatro anos a se iniciar em 1º de janeiro de 2015.
Após vencer as eleições para governador com Wellington Dias em 2002 e 2006 o PT consolidou a posição de partido governista no Piauí não apenas por suas realizações, mas também pelo alinhamento com o Governo Lula que dirigiu o país no mesmo período. Impossibilitado de lançar um candidato de suas fileiras, o partido apoiou em 2010 o nome de Wilson Martins, médico filiado ao PSB que chegou ao Palácio de Karnak após a renúncia do titular que disputaria com êxito um mandato de senador e com a vitória de Wilson Martins o petismo assegurou sua participação num novo período governamental tendo ainda o suporte do Governo Dilma Rousseff.
O mando petista foi construído pelas vitórias de Wellington Dias sobre Hugo Napoleão e Mão Santa e pelo suporte do PMDB ao governo do PT enquanto as lideranças de oposição se alinhavam em torno do PSDB, que desde 1992 é o vencedor das eleições municipais em Teresina. Tal cenário foi mantido até 2013 quando o PSB rompeu os vínculos com o Governo Federal e lançou a candidatura presidencial de Eduardo Campos e em virtude dessa realidade o PT foi lançado à oposição no cenário estadual e passou a combater tanto Wilson Martins quanto Moraes Souza Filho (Zé Filho), que assumiu o governo em abril de 2014 após a renúncia do titular e se consolidou como candidato do PMDB ao substituir o deputado federal Marcelo Castro.
Derrotado na eleição para prefeito de Teresina em 2012, Wellington Dias reconstruiu seu grupo político ao aliar-se ao senador Ciro Nogueira, presidente nacional do PP e genro do ex-governador Lucídio Portela, oferecendo à deputada estadual Margarete Coelho a candidatura a vice-governadora e também atraiu o PTB que elegeu Elmano Ferrer como substituto do senador João Vicente Claudino. Apurados os votos esta chapa foi vencedora e deu a Wellington Dias a inédita condição de vencer três eleições diretas para o Palácio de Karnak tornando-se o primeiro piauiense a romper a barreira do milhão de votos e ainda estabeleceu um novo recorde percentual na disputa pelo governo do estado.
No referente à eleição para senador o triunfo de Elmano Ferrer fez de Wilson Martins o primeiro ex-governador a ser derrotado na disputa senatorial no mesmo ano da renúncia ao Executivo desde Chagas Rodrigues em 1962, embora a legislação da época tenha permitido sua eleição para deputado federal no mesmo pleito. Sobre o novo senador, ele nasceu em Lavras da Mangabeira e formou-se engenheiro agrônomo na Universidade Federal do Ceará e advogado pela Universidade Federal do Piauí. Secretário de Planejamento no governo Freitas Neto, foi eleito vice-prefeito de Teresina via PTB na chapa de Silvio Mendes em 2004 e reeleito em 2008 sendo efetivado prefeito em 2010 quando o titular renunciou a fim de disputar o governo do estado. Derrotado por Firmino Filho ao buscar a reeleição na eleição municipal de 2012, Elmano Ferrer substituirá o senador João Vicente Claudino.
Este ano a presença da mulher na política estadual alcançou um novo patamar após a eleição de Margarete Coelho como vice-governadora e também no aumento da presença feminina na bancada piauiense no Congresso Nacional com a efetivação da senadora Regina Sousa e a eleição de duas deputadas federais, embora a "bancada do batom" na Assembleia Legislativa tenha sofrido uma redução de sete para quatro integrantes.

## Resultado da eleição para governador
| Candidatos a governador do estado | Candidatos a vice-governador | Número | Coligação | Votação   | Percentual |
| --------------------------------- | ---------------------------- | ------ | --- | --------- | ---------- |
| Wellington Dias PT                | Margarete Coelho PP          | 13     | A vitória com a força do povo (PT, PP, PTB, PR, PRP, PROS, PHS, SD)                                          | 1.053.342 | 63,08%     |
| Moraes Souza Filho PMDB           | Silvio Mendes PSDB           | 15     | Piauí no coração (PMDB, PSDB, PSB, PSD, DEM, PPS, PDT, PCdoB, PV, PRB, PSL, PTN, PSDC, PMN, PTC, PTdoB, PEN) | 555.201   | 33,25%     |
| Mão Santa PSC                     | Nilfrânio Nascimento PSC     | 20     | PSC (sem coligação)                                                                                          | 25.877    | 1,55%      |
| Maklandel Aquino PSOL             | Romualdo Brasil PCB          | 50     | O poder popular na construção do socialismo (PSOL, PCB)                                                      | 22.480    | 1,35%      |
| Daniel Solon PSTU                 | Solimar Silva PSTU           | 16     | PSTU (sem coligação)                                                                                         | 6.452     | 0,39%      |
| Neto Sambaíba PPL                 | Rejane Palácio PPL           | 54     | PPL (sem coligação)                                                                                          | 4.217     | 0,25%      |
| Lourdes Melo PCO                  | Cloves José PCO              | 29     | PCO (sem coligação)                                                                                          | 2.180     | 0,13%      |

## Resultado da eleição para senador
O candidato Aldir Nunes (PCB) teve indeferido o seu registro.
| Candidatos a senador da República | Candidatos a suplente de senador            | Número | Coligação | Votação | Percentual |
| --------------------------------- | ------------------------------------------- | ------ | --- | ------- | ---------- |
| Elmano Ferrer PTB                 | José Amauri PROS Alzenir Porto PTB          | 141    | A vitória com a força do povo (PT, PP, PTB, PR, PRP, PROS, PHS, SD)                                          | 981.219 | 62,29%     |
| Wilson Martins PSB                | Edvaldo Marques PSB Urbano Eulálio PSDB     | 400    | Piauí no coração (PMDB, PSDB, PSB, PSD, DEM, PPS, PDT, PCdoB, PV, PRB, PSL, PTN, PSDC, PMN, PTC, PTdoB, PEN) | 562.615 | 35,72%     |
| Gustavo Henrique PSC              | Ismaías Mesquita PSC Hartemes Silva PSC     | 200    | PSC (sem coligação)                                                                                          | 19.286  | 1,22%      |
| Geraldo Carvalho PSTU             | Petrônio de Paula PSTU Gervásio Santos PSTU | 160    | PSTU (sem coligação)                                                                                         | 8.274   | 0,53%      |
| Claudionor Oliveira PPL           | Lisete Napoleão PPL Sansei Maurício PPL     | 544    | PPL (sem coligação)                                                                                          | 3.840   | 0,24%      |

## Deputados federais eleitos
São relacionados os candidatos eleitos com informações complementares da Câmara dos Deputados.
| Número | Deputados federais eleitos | Partido | Votação | Percentual | Cidade onde nasceu  | Unidade federativa |
| 1311   | Rejane Dias                | PT      | 134.157 | 7,74%      | São João do Piauí   | Piauí              |
| 4040   | Átila Lira                 | PSB     | 129.276 | 7,46%      | Piripiri            | Piauí              |
| 1111   | Iracema Portela            | PP      | 121.121 | 6,99%      | Teresina            | Piauí              |
| 1515   | Marcelo Castro             | PMDB    | 111.132 | 6,41%      | São Raimundo Nonato | Piauí              |
| 5555   | Júlio César                | PSD     | 99.750  | 5,75%      | Guadalupe           | Piauí              |
| 1313   | Assis Carvalho             | PT      | 94.093  | 5,43%      | Oeiras              | Piauí              |
| 4041   | Rodrigo Martins            | PSB     | 92.349  | 5,33%      | Teresina            | Piauí              |
| 4036   | Heráclito Fortes           | PSB     | 90.898  | 5,24%      | Teresina            | Piauí              |
| 1410   | Paes Landim                | PTB     | 82.549  | 4,76%      | São João do Piauí   | Piauí              |
| 1490   | Fábio Abreu                | PTB     | 80.839  | 4,66%      | Fortaleza           | Ceará              |

## Deputados estaduais eleitos
Haviam 30 cadeiras na Assembleia Legislativa do Piauí, número vigente desde 1986 sendo relacionadas as legendas às quais pertenciam no momento da eleição.
| Número | Deputados estaduais eleitos | Partido | Votação | Percentual | Cidade onde nasceu  | Unidade federativa |
| 40111  | Wilson Brandão              | PSB     | 63.400  | 3,57%      | Rio de Janeiro      | Rio de Janeiro     |
| 15101  | Severo Eulálio              | PMDB    | 48.374  | 2,73%      | Teresina            | Piauí              |
| 15110  | Zé Santana                  | PMDB    | 46.955  | 2,65%      | Paraibano           | Maranhão           |
| 15111  | Themístocles Filho          | PMDB    | 44.462  | 2,51%      | Teresina            | Piauí              |
| 15130  | Juliana Moraes Souza        | PMDB    | 43.579  | 2,46%      | Teresina            | Piauí              |
| 40123  | Rubem Martins               | PSB     | 41.884  | 2,36%      | Santa Cruz do Piauí | Piauí              |
| 12369  | Flávio Nogueira Júnior      | PDT     | 39.152  | 2,21%      | Teresina            | Piauí              |
| 14454  | Hélio Isaías da Silva       | PTB     | 37.764  | 2,13%      | Teresina            | Piauí              |
| 55789  | Georgiano Neto              | PSD     | 37.204  | 2,10%      | Teresina            | Piauí              |
| 12345  | Robert Rios                 | PDT     | 36.903  | 2,08%      | Teresina            | Piauí              |
| 45555  | Marden Menezes              | PSDB    | 35.809  | 2,02%      | Teresina            | Piauí              |
| 14114  | Fernando Monteiro           | PTB     | 35.558  | 2,00%      | Teresina            | Piauí              |
| 40555  | Gustavo Neiva               | PSB     | 35.388  | 2,00%      | Teresina            | Piauí              |
| 55555  | José Pessoa Leal            | PSD     | 34.664  | 1,95%      | Água Branca         | Piauí              |
| 13123  | Francisco Lima              | PT      | 34.639  | 1,95%      | Matias Olímpio      | Piauí              |
| 45123  | Luciano Nunes               | PSDB    | 33.770  | 1,90%      | Teresina            | Piauí              |
| 15199  | Pablo Santos                | PMDB    | 33.665  | 1,90%      | Picos               | Piauí              |
| 14123  | Janaína Marques             | PTB     | 31.830  | 1,79%      | Teresina            | Piauí              |
| 11111  | Júlio Arcoverde             | PP      | 31.055  | 1,75%      | Teresina            | Piauí              |
| 55132  | Edson Ferreira              | PSD     | 30.606  | 1,73%      | São Raimundo Nonato | Piauí              |
| 13111  | Fábio Novo                  | PT      | 28.684  | 1,62%      | Bom Jesus           | Piauí              |
| 15555  | João Madison Nogueira       | PMDB    | 26.722  | 1,51%      | Corrente            | Piauí              |
| 45145  | Firmino Paulo               | PSDB    | 26.623  | 1,50%      | Teresina            | Piauí              |
| 14789  | Liziê Coelho                | PTB     | 26.552  | 1,50%      | Paulistana          | Piauí              |
| 10123  | Gessivaldo Isaías           | PRB     | 25.626  | 1,44%      | Teresina            | Piauí              |
| 14000  | Nerinho                     | PTB     | 24.382  | 1,37%      | Picos               | Piauí              |
| 22222  | Fábio Xavier                | PR      | 24.163  | 1,36%      | São Luís            | Maranhão           |
| 13678  | Flora Izabel                | PT      | 23.733  | 1,34%      | Teresina            | Piauí              |
| 36789  | Evaldo Gomes                | PTC     | 21.059  | 1,19%      | Teresina            | Piauí              |
| 36123  | Hélio Oliveira              | PTC     | 12.997  | 0,73%      | Canto do Buriti     | Piauí              |

## Estatísticas parlamentares
Na eleição para deputado federal as duas coligações mais votadas conseguiram cinco vagas cada enquanto na eleição para deputado estadual o placar foi de vinte a dez para os apoiadores do governador Moraes Souza Filho sobre os de Wellington Dias.
| Partido | Em 2014 | Em 2010 | Variação |
| ------- | ------- | ------- | -------- |
| PSB     | 03      | 01      |          |
| PT      | 02      | 02      |          |
| PTB     | 02      | 01      |          |
| PP      | 01      | 01      |          |
| PSD     | 01      | 00      |          |
| PMDB    | 01      | 02      |          |
| DEM     | 00      | 02      |          |
| PCdoB   | 00      | 01      |          |

| Partido | Em 2014 | Em 2010 | Variação |
| ------- | ------- | ------- | -------- |
| PMDB    | 06      | 05      |          |
| PTB     | 05      | 04      |          |
| PSDB    | 03      | 03      |          |
| PSD     | 03      | 00      |          |
| PT      | 03      | 05      |          |
| PSB     | 03      | 05      |          |
| PDT     | 02      | 02      |          |
| PTC     | 02      | 01      |          |
| PP      | 01      | 01      |          |
| PRB     | 01      | 00      |          |
| PR      | 01      | 00      |          |
| DEM     | 00      | 02      |          |
| PCdoB   | 00      | 01      |          |
| PPS     | 00      | 01      |          |